# Tower (Irland)
Tower (auch: Model Village,  irisch Teamhair) ist eine Kleinstadt im Südwesten Irlands im County Cork. Sie hat 3300 Einwohner (Stand 2022). Die meisten Bewohner des Ortes gehen ihrem Erwerb hauptsächlich in Cork nach.

## Lage
Tower liegt etwa zehn Kilometer westnordwestlich des Stadtzentrums von Cork am Shournagh, in den hier der Blarney River mündet. Durch die Siedlung führt die Regionalstraße R617. Im Südwesten von Tower liegt der Ortsteil Cloghroe.

## Geschichte
1845 wurde die Ortschaft Tower Village noch als Weiler auf Karten verzeichnet. Bis 2019 gehörte die Ortschaft zum Cork County und wurde dann gemeinsam mit den Nachbarorten Blarney und Glanmire in die Verwaltungsgrenzen des Cork City Councils überführt. 